# Вукодлак (филм из 1941)
Вукодлак (енгл. The Wolf Man) је амерички хорор филм из 1951. године, режисера Џорџа Вогнера са Лоном Чејнијем Млађим, Евелин Анкерс, Клодом Рејнсом, Маријом Успенском и Белом Лугосијем у главним улогама. Филм је имао великог утицаја на бројне холивудске класике о вукодлацима. Представља један од филмова из незваничног серијала о чудовиштима продукцијске куће Јуниверсал пикчерс.
Филм је добио позитивне критике, али нешто слабије од претходних хорора студија Јуниверсал пикчерс, као што су Дракула и Франкенштајн, који су изашли 10 година раније. Иако никада није добио самостални наставак, лик „Вукодлака” се појављивао у бројним кросоверима који су уследили током 1940-их и 1950-их, од којих је први Франкенштајн упознаје Вукодлака (1943).

## Радња
Лари Талбот враћа се на дворац свог оца у Велсу и упознаје лепу девојку, Гвен Конлиф. Једне ноћи, њих двоје одлазе на локални карневал где упознају мистериозну пророчицу која им говори: „Чак и човек чистог срца, који се моли ноћу, може постати вук кад једић процвета и пун месец засија!”

## Улоге
| Глумац          | Улога                             |
| --------------- | --------------------------------- |
| Лон Чејни Млађи | Лоренс „Лари” Талбот / „Вукодлак” |
| Клод Рејнс      | сер Џон Талбот                    |
| Евелин Анкерс   | Гвен Конлиф                       |
| Марија Успенска | пророчица Малева                  |
| Бела Лугоси     | Бела                              |
| Ворен Вилијам   | др Лојд                           |
| Ралф Белами     | пуковник Пол Монтфорд             |
| Патрик Ноулз    | Френк Ендруз                      |
| Џ. М. Кериган   | Чарлс Конлиф                      |
| Феј Хелм        | Џени Вилијамс                     |
| Форестер Харви  | Твидл                             |